# Бредлі Вінсент
Бредлі Вінсент (30 листопада 1991) — мавританський плавець.
Учасник Олімпійських Ігор 2016 року.